# Wietrzno (Basses-Carpates)
Pour l’article homonyme, voir Wietrzno (Poméranie-Occidentale).
Wietrzno est une localité polonaise de la gmina de Dukla, située dans le powiat de Krosno en voïvodie des Basses-Carpates.